# Государство Мальта
Государство Мальта или Мальта — предшественник современной Республики Мальта. Оно существовало с 21 сентября 1964 года по 13 декабря 1974 года.

## История
Коронная колония Мальта стала независимой в соответствии с Законом о независимости Мальты 1964 года, принятым британским парламентом. Согласно новой Конституции Мальты, утвержденной на референдуме, состоявшемся в мае того же года, королева Елизавета II стала королевой Мальты (мальт. Reġina ta' Malta). Ее конституционные функции были переданы генерал-губернатору Мальты. В период существования государства Елизавета II посетила Мальту один раз в ноябре 1967 года.

## Генерал-губернаторы
Следующие генерал-губернаторы занимали свои должности на Мальте в период с 1964 по 1974 год:
1. Сэр Морис Генри Дорман (21 сентября 1964 — 4 июля 1971)
2. Сэр Энтони Мамо (4 июля 1971 — 13 декабря 1974)

## Премьер-министры
Следующие премьер-министры занимали свои должности на Мальте в период с 1964 по 1974 год:
1. Джордж Борг Оливер (21 сентября 1964 — 21 июня 1971)
2. Дом Минтофф (21 июня 1971 — 13 декабря 1974)

## Переход к республике
13 декабря 1974 года, после внесения поправок в Конституцию лейбористским правительством Дома Минтоффа, монархия была упразднена, и Мальта стала республикой в составе Содружества с функцией главы государства, возложенной на президента, назначаемого парламентом. Последний генерал-губернатор, сэр Энтони Мамо, был назначен первым президентом Мальты.